# Maizières (Pas-de-Calais)
Maizières é uma comuna francesa na região administrativa de Altos da França, no departamento de Pas-de-Calais. Estende-se por uma área de 6,86 km². Em 2010 a comuna tinha 199 habitantes (densidade: 29 hab./km²).